# 伊娜·拜尔曼
伊娜·拜尔曼（德語：Ina Beyermann，1965年4月11日—），德国女子游泳运动员。她曾代表西德参加1984年和1988年夏季奥林匹克运动会游泳比赛，其中1984年奥运会获得一枚银牌和一枚铜牌。